# Timo Rautiainen (musicien)
Pour les articles homonymes, voir Timo Rautiainen.
Timo Aulis Rautiainen ( 25 janvier 1963 à Sulkava) est un guitariste et chanteur finlandais et un précurseur de heavy metal finlandais. En  1981, il a fondé le groupe musical Lyijykomppania ; en 1996 le groupe Timo Rautiainen ja Trio Niskalaukaus, qui se sépare en 2006. Aussi en 2006, Rautiainen a publié son premier album solo, Sarvivuori.